# Iker Irribarria Olazabal
Iker Irribarria Olazabal (Arama, Guipúzcoa, 4 de julio de 1996) es un jugador de pelota vasca en la modalidad de mano. Jugaba en la posición de delantero. Se convirtió en 2016, con 19 años de edad, en el pelotari más joven de la historia en ganar la txapela del Manomanista.  Hay que comentar que de joven jugaba de zaguero.
Es primo del futbolista de la Real Sociedad Aritz Elustondo.

## Palmarés
- Campeón del Manomanista, 2016 y 2019
- Campeón del Campeonato de Parejas, 2017

## Finales del Campeonato Manomanista
| Año  | Campeón       | Subcampeón    | Tanteo | Frontón |
| ---- | ------------- | ------------- | ------ | ------- |
| 2016 | Irribarria    | Urrutikoetxea | 22-13  | Bizkaia |
| 2017 | Bengoetxea VI | Irribarria    | 22-18  | Bizkaia |
| 2019 | Irribarria    | Urrutikoetxea | 22-20  | Bizkaia |

## Final del Campeonato de Parejas
| Año  | Campeones             | Subcampeones            | Tanteo | Frontón |
| ---- | --------------------- | ----------------------- | ------ | ------- |
| 2017 | Irribarria - Rezusta  | Bengoetxea VI - Larunbe | 22-14  | Bizkaia |
| 2019 | Elezkano II - Rezusta | Irribarria - Zabaleta   | 22-19  | Bizkaia |

## Final del Campeonato Manomanista de 2.ª categoría
| Año  | Campeón | Subcampeón | Tanteo | Frontón  |
| ---- | ------- | ---------- | ------ | -------- |
| 2015 | Víctor  | Irribarria | 22-15  | Beotibar |